# Гонсалвеш Родригеш, Жозе Карлуш
Жозе́ Ка́рлуш Гонса́лвеш Родри́геш (порт. José Carlos Gonçalves Rodrigues более известный, как Зека греч. Ζέκα; род. 31 августа 1988, Лиссабон) — греческий футболист португальского происхождения, полузащитник клуба «Панатинаикос» и сборной Греции.

## Клубная карьера
Зека — воспитанник клуба «Каза Пия». В 2007 году он дебютировал за клуб в четвёртом дивизионе. Летом 2010 года Зека перешёл в «Виторию Сетубал». 14 августа 2010 года в матче против «Маритиму» он дебютировал в Сангриш лиге. 11 декабря в поединке Кубка Португалии против столичного «Спортинга» Зека забил свой первый гол за «Виторию».

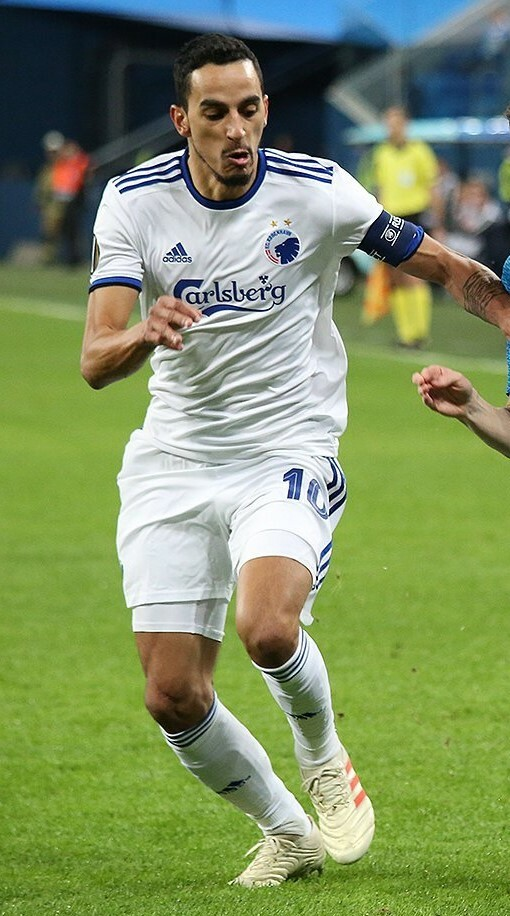
Зека в составе «Копенгагена»

29 июля 2011 года Зека подписал контракт с греческим «Панатинаикосом». Сумма трансфера составила 500 тыс. евро. 28 августа 2011 года он дебютировал в греческой Суперлиге в матче против «Керкиры». 19 ноября 2011 года в дерби против «Олимпиакоса» Зека забил свой первый гол за «Панатинаикос». 6 декабря 2012 года в матче Лиги Европы против английского «Тоттенхэма» он забил гол. В 2014 году Зека помог клубу завоевать Кубок Греции. 9 августа 2016 года Зека продлил свой контракт до лета 2019 года.
28 августа 2017 года Зека перешёл в датский «Копенгаген», подписав контракт на 4 года. Сумма трансфера составила 1,7 млн евро. 9 сентября 2017 года он дебютировал за клуб и сразу забил гол в ворота «Мидтъюлланна», правда «Копенгаген» матч проиграл 3:4.

## Международная карьера
После пяти лет выступлений в Греции, Зека оформил греческое гражданство и получил право играть за национальную команду. 25 марта 2017 года в товарищеском матче против сборной Бельгии он дебютировал за сборную Греции, заменив во втором тайме Петроса Манталоса. 3 сентября 2017 года в отборочном поединке чемпионата мира 2018 против сборной Бельгии Зека забил свой первый гол за национальную команду.

### Голы за сборную Греции
| #   | Дата            | Место                      | Противник | Результат | Счёт | Соревнование                     |
| --- | --------------- | -------------------------- | --------- | --------- | ---- | -------------------------------- |
| 01. | 3 сентября 2017 | Караискакис, Пирей, Греция | Бельгия   | 1:2       | 1:1  | Чемпионат мира 2018 квалификация |

## Достижения
Командные
 «Панатинаикос»
- Обладатель Кубка Греции — 2013/2014

 «Копенгаген»
- Чемпион Дании — 2018/2019

Индивидуальные
- Лучший игрок датской Суперлиги: 2019
- Игрок года «Копенгагена»: 2019/20